# 王廷升
王廷升（1965年6月30日—），中國國民黨籍花蓮縣政治人物，父親為前花蓮縣縣長王慶豐，現任國立東華大學管理學院國際企業學系副教授，曾任立法委員、任務型國大代表。2004年首度參選立委高票落敗；2010年參與立委補選當選，2012年在泛藍分裂下仍然當選連任，2016年尋求三連霸失利，僅在深藍中的深藍票倉卓溪鄉及富里鄉險勝，2019年爭取立委黨內初選失利。

## 選舉紀錄
| 年度 | 選舉屆數               | 選舉區                 | 所屬政黨   | 得票數    | 得票率 | 當選標記 | 備註 |
| ---- | ---------------------- | ---------------------- | ---------- | --------- | ------ | -------- | ---- |
| 2004 | 第六屆立法委員選舉     | 花蓮縣選舉區           | 無黨籍     | 22,699    | 23.70% |          |      |
| 2005 | 任務型國民大會代表選舉 | 任務型國民大會代表選舉 | 中國國民黨 | 1,508,384 | 38.92% |          |      |
| 2010 | 第七屆立法委員補選     | 花蓮縣選舉區           | 中國國民黨 | 39,379    | 48.32% |          |      |
| 2012 | 第八屆立法委員選舉     | 花蓮縣選舉區           | 中國國民黨 | 57,557    | 44.71% |          |      |
| 2016 | 第九屆立法委員選舉     | 花蓮縣選舉區           | 中國國民黨 | 51,248    | 43.58% |          |      |

## 事件

### 關心身障者權益打造花蓮無障礙友善空間
努力為身障者的權益發聲，加強校園無障礙設施及推動加速低底盤公車的全面普及，創造對身障者更友善環境是他的堅持，也是他重回立院努力的目標。 

### 2019再度宣布角逐國民黨提名花蓮區域立委選舉
花蓮國民黨立委初選三強競逐，王廷升、黃啟嘉及林有志表態爭取，前總統馬英九周末趴趴走至花蓮探望前國策顧問王慶豐父子，對於前立委王廷升上次尋求三連霸惜敗給民進黨蕭美琴，也期勉他再接再厲為黨光復失土，贏回立委繼續為花蓮發聲。 。

### 因體質緣故於立法院遭影射開會喝酒
2012年10月4日王廷升於第八屆第二會期司法法制委員會上針對民進黨排定了三次陳水扁前總統司法相關議程發言：尚有339件民生法案及270件法律案應優先處理，不要淪為「搶救阿扁委員會」，讓委員會回歸正軌。引發下一位質詢委員潘孟安的不滿，直指王廷升的過敏臉紅為喝酒鬧事，事後證明因先天體質容易造成雙頰泛紅，並未喝酒。針對潘孟安指控喝酒開會，王廷升澄清絕無此事，臉紅係因從小過敏體質所造成，針對本項不實指控，他將保留法律追訴權。

### 遭控吃霸王餐事件
王廷升遭指控和10多位友人到台北一家日式料理店聚餐，買單時大家卻互推賴賬，王廷升解釋不是他作東，當然不用付錢，批媒體亂報導；店內人員透露，昨晚客人態度的確不佳，嫌服務差，倒酒不夠勤，最後更不想付錢，真的是奧客；店長則表示客人沒有賴賬，立委、教授都是常客，也是好友，從沒不付錢。

### 力挺核四
王廷升等47位泛藍立委因於立法院投票反對刪除核四預算（反對票47：贊成票45），而被媒體封為不顧百姓生命財產、貫徹黨意凌駕一切的忠貞投票部隊「擁核47壯士」之一。王廷升也多次投票封殺「停止繼續興建核四廠，並依環境基本法規定推動台灣成為非核家園」之提案。國民黨考量冒然停建核四恐引發電價飆漲，進而導致產業經濟動能遲緩，時任國民黨立院團書記長王廷升：「核四完工通過安檢後，不放置燃料棒、不運轉，日後核四是否運轉必須經過公投決定。」藍營態度明顯軟化。

### 海峽兩岸服務貿易協議
王廷升強調兩岸之間的經貿發展，是台灣生存發展的重要關鍵，如果不能持續開放，台灣經濟發展必然受到嚴重限制。但由於兩岸間的特殊關條，國人對於兩岸的協議簽訂，普遍非常關注，因此國民黨團提出國會加強監督兩岸事務四階段流程，從協商議題形成、協議簽訂的事前、事中與事後都要建立溝通機制

### 質詢率低事件
立法院第八屆七個會期中便有「五個會期」被公督盟評鑑為「待觀察」立委，王廷升在吊車尾名單榜上有名。
而王廷升在五次待觀察的會期中，質詢率相當慘烈，其中第一會期質詢率為13.89%、第二會期為12.82%、第三會期為33.33%、第六會期為14.29%，而第七會期更只有4.55%，整會期僅在所屬的司法法制委員會質詢過一次，甚至還有質詢率0%的狀況出現過，王廷升表示由於東部地區長期缺乏建設經費，在立法院期間積極為各鄉鎮市爭取預算及經費，爭取過程需要來往台北花蓮兩地進行會勘及協調會等，立法院院會等重要會議等他絕不會缺席，不該以此來斷定一位立委的優劣成敗。

### 兼差校外董座事件
王廷升於立委落選後，返回國立東華大學繼續任教國際企業學系副教授，被立委踢爆在未申請兼職情況下，在外兼任公司獨立董事。據國立東華大學新聞稿指出，王廷升在六角國際事業公司兼任獨立董事，任期自2017年5月26日至2019年5月30日止，王廷升則是在2018年5月向校方提出董事兼職申請，並於同月核准。
校方指出，因王廷升為事後申請核准，校方依規定呈報教育部，並於2018年11月以違反事先申請兼職規定，依程序提送系、院、校三級教評會審議，今年1月9日校教評會決議以「書面告誡」處置，將陳報教育部。

## 外部連結
- 立法院立法委員介紹 （页面存档备份，存于）
- 王廷升的Facebook專頁